# 강민성 (강사)
강민성(1972년 9월 9일~)은 대한민국의 학원 강사이다. 스카이에듀와 공무원단기학교의 강사로 재직중이다.
1995년 서울대학교 국사학과를 졸업했다. 대학원 학비를 조달하기 위해 아르바이트 강사로 입문하였으나, 노량진 학원가에서 시작하여 코리아에듀에서 인터넷 강의를 시작한 뒤, 그 후 이투스로 자리를 옮겼다. 이투스 사회탐구 영역서 최대 매출을 기록했다.
 이후 2011년부터 비상에듀로 자리를 옮겨 미라클 패스를 기획하고 추진하였다. 2012년에는 공무원단기학교(공단기)에서 공무원 한국사 강의도 하고 있다.

## 학력
- 서울대학교 국사학과 학사
- 문성고등학교 졸업

## 경력
- 코리아에듀 강사
- 스카이에듀 강사
- 2007년 ~ 2010년 11월 : 이투스 사회탐구영역 강사
- 2009년 12월 ~ : ㈜엠제이엠커뮤니케이션즈 대표
- 2010년 3월 ~ 2010년 11월 : 한국교육방송공사 학교교육본부 수능교육부 'EBSi' 사회탐구영역 강사
- 2010년 12월 ~ 2012년 11월 8일 : ㈜비상교육 이러닝사업부문 '비상에듀닷컴' 사회탐구영역 강사
- 2011년 12월 ~ : ㈜에스티앤컴퍼니 '공무원단기학교' 강사
- 2012년 11월 8일 ~ : 주식회사 디지털대성 이러닝사업부 '대성마이맥', '티치미', '비상에듀' 사회탐구영역 강사
- 2015년 10월 ~  : 스카이에듀 강사